# Charlotte Gainsbourg
Charlotte Lucy Gainsbourg (Londra, 21 luglio 1971) è un'attrice e cantante britannica con cittadinanza francese.
Nel corso della sua carriera ha vinto due Premi César, un Prix d'interprétation féminine al Festival di Cannes, un Premio Bodil e un Premio Robert. È una delle attrici francesi più note e più richieste a livello internazionale.

## Biografia

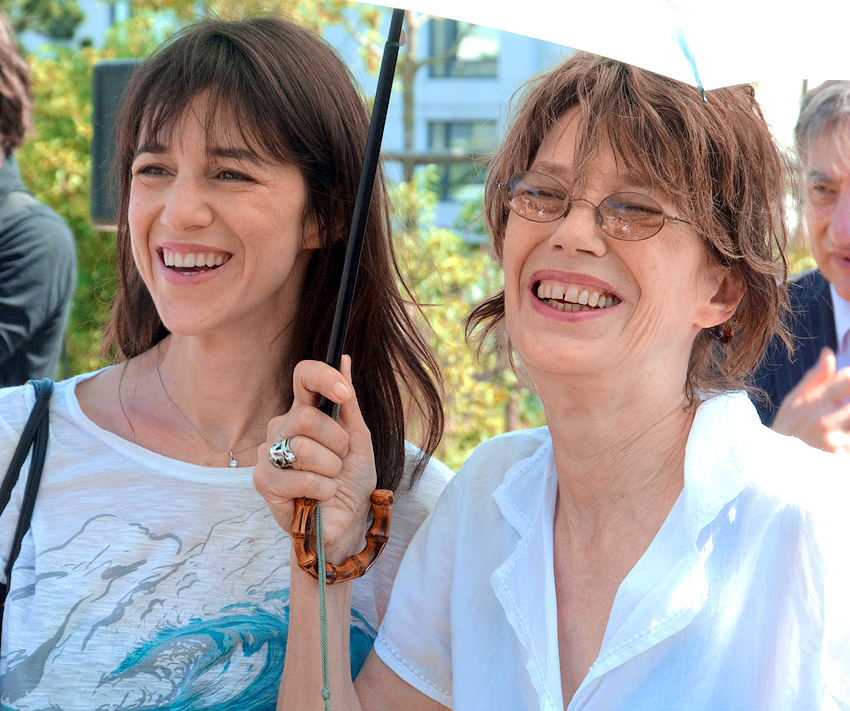
Charlotte Gainsbourg insieme alla madre Jane Birkin nel 2010

È nata a Londra e cresciuta a Parigi all'interno di una famiglia ebraica di artisti bilingui: suo padre era il cantautore e attore ucraino-francese Serge Gainsbourg (1928-1991), mentre sua madre era l'attrice e cantante britannica Jane Birkin (1946-2023); i suoi genitori si separarono quando Charlotte aveva 9 anni. È anche nipote dell'attrice Judy Campbell, sua nonna materna, e dello scrittore Andrew Birkin, suo zio. Inoltre ha avuto due sorelle da parte materna, la fotografa Kate Barry (1967-2013) e la cantante e modella Lou Doillon.

### Cinema

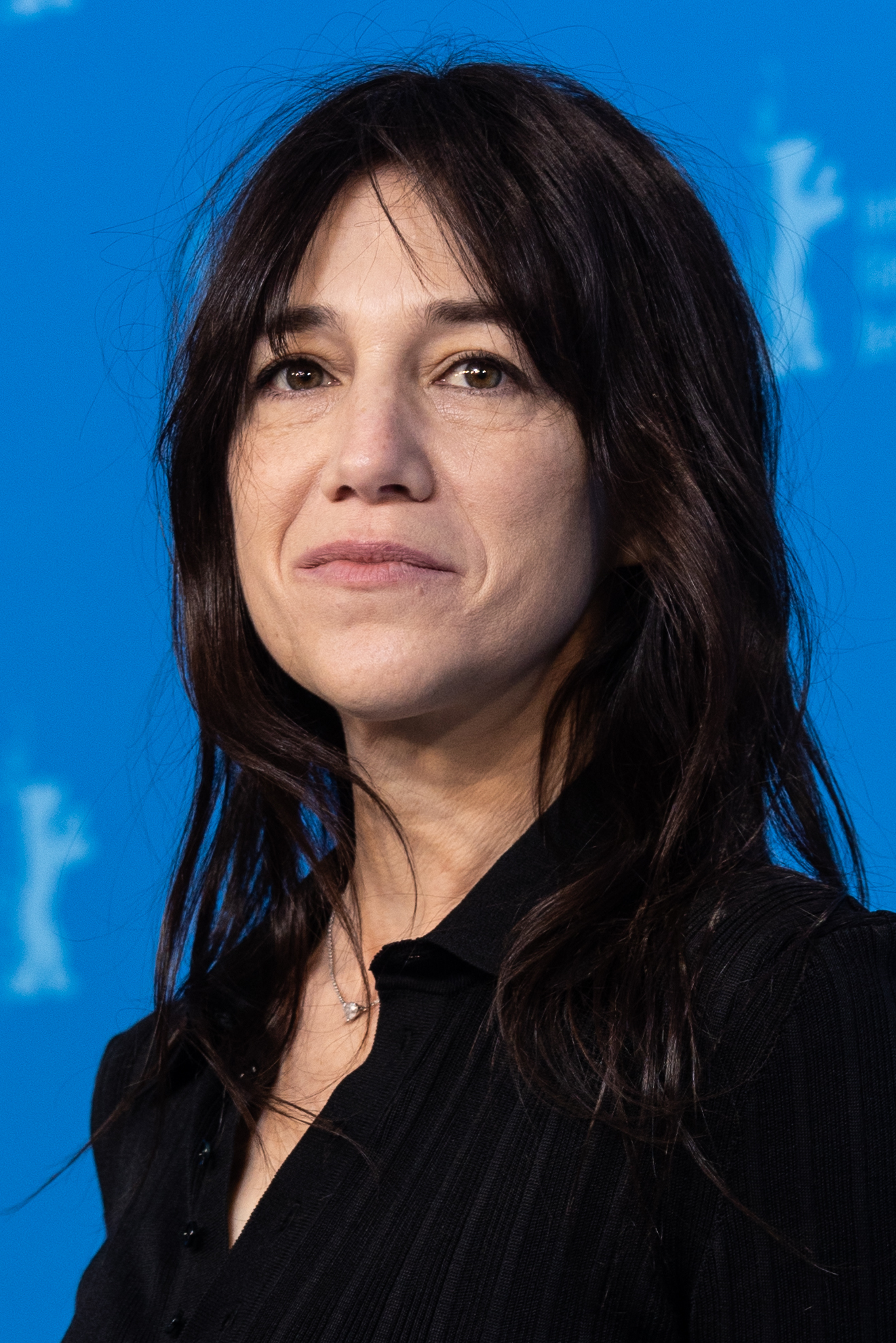
Gainsbourg al Festival di Berlino 2012

Charlotte Gainsbourg ha debuttato al cinema nel 1984, partecipando al film Amore e musica (Paroles et Musique). Nel 1986 ha vinto il Premio César come migliore promessa femminile per il suo ruolo in L'Effrontée - Sarà perché ti amo?. Nel 1990 interpreta uno dei tre ruoli femminili ne Il sole anche di notte dei fratelli Taviani. Nel 1993 viene diretta per la prima volta in inglese dallo zio Andrew Birkin nel film Il giardino di cemento. Nel 1994 debutta a teatro, mentre nel 1996 ha interpretato Jane Eyre nell'omonimo film Jane Eyre, di Franco Zeffirelli, adattamento del romanzo di Charlotte Brontë.
Nel 2000 ha vinto un altro Premio César come migliore attrice non protagonista per il film Pranzo di Natale. Nel 2006 ha recitato in Nuovomondo di Emanuele Crialese e in L'arte del sogno di Michel Gondry; l'anno successivo è stata candidata ancora come migliore attrice non protagonista ai César per L'arte del sogno. Nel 2009 ha ricevuto il Prix d'interprétation féminine (migliore interpretazione femminile) al Festival di Cannes per il suo ruolo nel controverso Antichrist di Lars von Trier. Nel 2011 ha interpretato Claire nel film Melancholia al fianco di Kirsten Dunst, Kiefer Sutherland e Charlotte Rampling, sempre sotto la direzione di Von Trier. Nel 2012 fu confermata nella parte di protagonista nel film Nymphomaniac di Von Trier. Sempre nel 2012 ha fatto parte della giuria al 62º Festival di Berlino.

### Musica
Charlotte Gainsbourg si è dedicata a più riprese all'attività di cantante. L'esordio la vede partecipare nel 1984 alla realizzazione dell'album del padre Love on the Beat, dove canta con lui in Lemon Incest. Nel 1986 debutta con l'album solista Charlotte for Ever, ancora in collaborazione con il padre, con cui duetta in Charlotte for Ever e Plus doux avec moi. Per i successivi otto anni non canterà più, fino a quando partecipa all'iniziativa dei Les Enfoirés: nel 1994 interpreta con la madre la canzone scritta dal padre Di doo dah nell'album Les Enfoirés au Grand Rex. Nello stesso album interpreta Un autre monde del gruppo Téléphone e La Chanson des Restos di Jean-Jacques Goldman; il disco è la registrazione di un concerto di beneficenza a favore dell'associazione Les Restos du Cœur.
Due anni più tardi partecipa alla colonna sonora del film Love, etc., in cui è anche attrice. Nel 2000 collabora con Madonna nell'album Music per il brano What It Feels Like for a Girl, la cui introduzione è un pezzo recitato dalla Gainsbourg tratto dal film Il giardino di cemento. Nel 2001 collabora ancora con Les Restos du Cœur: partecipa alla realizzazione dell'album L'Odyssée des Enfoirés, dove, fra le altre canzoni, interpreta con Marc Lavoine, Julien Clerc e Thierry Lhermitte una canzone di Renaud, Manu.
Nel 2006 pubblica il suo secondo album, 5:55. Il disco è realizzato in collaborazione con gli Air, Jarvis Cocker (ex cantante dei Pulp), Nigel Godrich e Neil Hannon dei Divine Comedy. L'album, che contiene testi in inglese e francese, ha raggiunto la vetta dei dischi più venduti in Francia. Alla fine del 2009 pubblica l'album IRM, prodotto da Beck. Il titolo è una sigla che sta per "risonanza magnetica". Il disco ha raggiunto la quarta posizione della classifica di vendita francese. Nel 2011 pubblica il doppio album Stage Whisper, una collezione di tracce live e inediti. Nel 2013 pubblica una cover del brano Hey Joe, per promuovere il film Nymphomaniac. Nel 2017 pubblica l'album Rest.

## Vita privata
Charlotte Gainsbourg vive e lavora in Francia ed è legata dal 1991 all'attore Yvan Attal, da cui ha avuto tre figli: Ben (1997), Alice Jane (2002) e Jo (2011).
Il 5 settembre 2007 è stata ricoverata in un ospedale di Parigi, dove ha subìto un intervento chirurgico per un'emorragia cerebrale. Ha ripreso a recitare dopo una convalescenza durata due anni.

## Filmografia

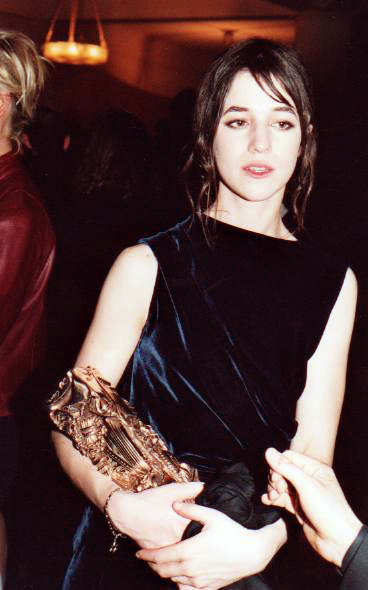
Charlotte Gainsbourg con il Premio César vinto nel 2000 per Pranzo di Natale

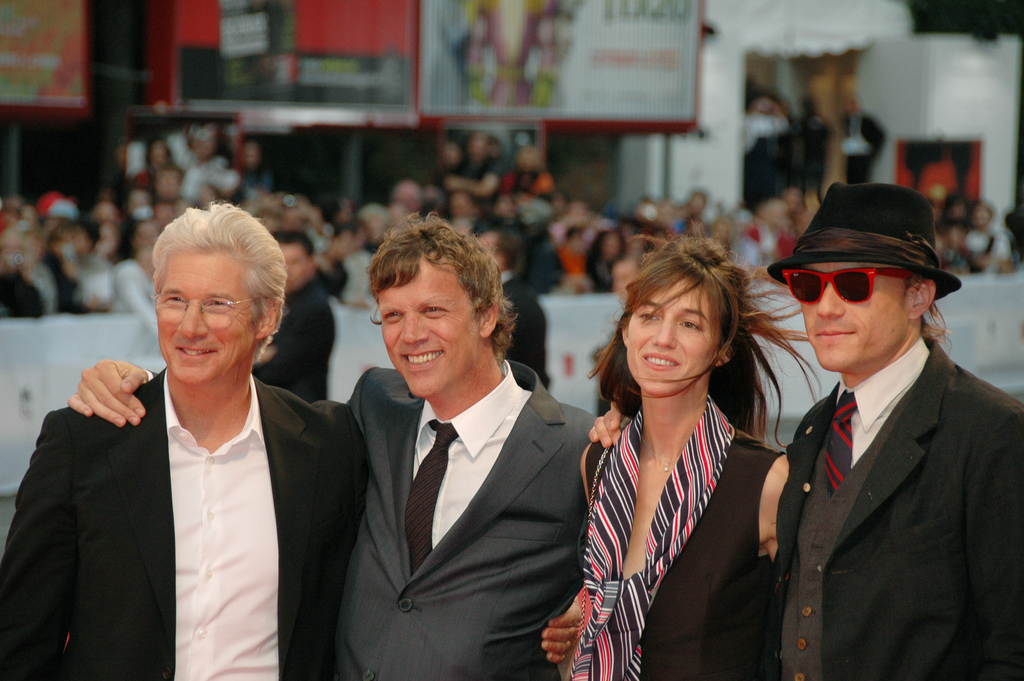
Da sinistra: Richard Gere, Todd Haynes, Charlotte Gainsbourg e Heath Ledger alla 64ª Mostra internazionale d'arte cinematografica di Venezia per Io non sono qui (2007)

### Attrice

#### Cinema
- Amore e musica (Paroles et Musique), regia di Élie Chouraqui (1984)
- La Tentation d'Isabelle, regia di Jacques Doillon (1985)
- L'Effrontée - Sarà perché ti amo? (L'Effrontée), regia di Claude Miller (1985)
- Charlotte for Ever, regia di Serge Gainsbourg (1986)
- Kung-Fu Master, regia di Agnès Varda (1988)
- Jane B. par Agnès V., regia di Agnès Varda (1988)
- La piccola ladra (La Petite Voleuse), regia di Claude Miller (1988)
- Il sole anche di notte, regia di Paolo e Vittorio Taviani (1990)
- Merci la vie - Grazie alla vita (Merci la vie), regia di Bertrand Blier (1991)
- Aux yeux du monde, regia di Éric Rochant (1991)
- Contre l'oubli (segmento Pour Anstraum Aman Villagran Morales, Guatémala), regia di Jacques Doillon (1991)
- Amoureuse, regia di Jacques Doillon (1992)
- Il giardino di cemento (The Cement Garden), regia di Andrew Birkin (1993)
- Il sosia (Grosse Fatigue), regia di Michel Blanc (1994)
- Jane Eyre, regia di Franco Zeffirelli (1996)
- Anna Oz, regia di Éric Rochant (1996)
- Love, etc., regia di Marion Vernoux (1996)
- The Intruder, regia di David Bailey (1999)
- Pranzo di Natale (La Bûche), regia di Danièle Thompson (1999)
- Passionnément, regia di Bruno Nuytten (2000)
- Felix et Lola, regia di Patrice Leconte (2001)
- Mia moglie è un'attrice (Ma femme est une actrice), regia di Yvan Attal (2001)
- 21 grammi (21 Grams), regia di Alejandro González Iñárritu (2003)
- Ils se marièrent et eurent beaucoup d'enfants, regia di Yvan Attal (2004)
- L'un reste, l'autre part, regia di Claude Berri (2005)
- Due volte lei (Lemming), regia di Dominik Moll (2005)
- L'arte del sogno (La Science des rêves), regia di Michel Gondry (2006)
- Nuovomondo, regia di Emanuele Crialese (2006)
- Prestami la tua mano (Prête-moi ta main), regia di Éric Lartigau (2006)
- Io non sono qui (I'm Not There), regia di Todd Haynes (2007)
- Quella sera dorata (The City of Your Final Destination), regia di James Ivory (2009)
- Antichrist, regia di Lars von Trier (2009)
- Persécution, regia di Patrice Chéreau (2009)
- L'albero (The Tree), regia di Julie Bertuccelli (2010)
- Melancholia, regia di Lars von Trier (2011)
- Confession of a Child of the Century, regia di Sylvie Verheyde (2012)
- Do Not Disturb, regia di Yvan Attal (2012)
- Nymphomaniac: volume I, regia di Lars von Trier (2013)
- Nymphomaniac: volume II, regia di Lars von Trier (2013)
- Incompresa, regia di Asia Argento (2014)
- Tre cuori (3 cœurs), regia di Benoît Jacquot (2014)
- Samba, regia di Olivier Nakache e Éric Toledano (2014)
- Ritorno alla vita (Every Thing Will Be Fine), regia di Wim Wenders (2015)
- Independence Day - Rigenerazione (Independence Day: Resurgence), regia di Roland Emmerich (2016)
- L'incredibile vita di Norman (Norman: The Moderate Rise and Tragic Fall of a New York Fixer), regia di Joseph Cedar (2016)
- Dark Crimes, regia di Alexandros Avranas (2016)
- I fantasmi d'Ismael (Les Fantômes d'Ismaël), regia di Arnaud Desplechin (2017)
- L'uomo di neve (The Snowman), regia di Tomas Alfredson (2017)
- La promessa dell'alba (La Promesse de l'aube), regia di Éric Barbier (2017)
- I Think We're Alone Now, regia di Reed Morano (2018)
- Lux æterna, regia di Gaspar Noé (2019)
- Mon chien stupide, regia di Yvan Attal (2019)
- Gli amori di Suzanna Andler (Suzanna Andler), regia di Benoît Jacquot (2021)
- Sundown, regia di Michel Franco (2021)
- L'accusa (Les Choses humaines), regia di Yvan Attal (2021)
- The Pale Blue Eye - I delitti di West Point (The Pale Blue Eye), regia di Scott Cooper (2022)
- Passeggeri della notte (Les Passagers de la nuit), regia di Mikhaël Hers (2022)
- Nous, les Leroy, regia di Florent Bernard (2024)
- Il caso Belle Steiner (Belle), regia di Benoît Jacquot (2024)
- La trama fenicia (The Phoenician Scheme), regia di Wes Anderson (2025)

#### Televisione
- Il processo di Norimberga (Nuremberg), regia di Yves Simoneau – film TV (2000)
- I miserabili (Les misérables), regia di Josée Dayan – miniserie TV, 4 puntate (2000)
- Chiami il mio agente! (Dix pour cent) – serie TV, episodio 4x01 (2020)
- Alphonse – serie TV, 6 episodi (2023)
- Étoile – serie TV, 8 episodi (2025)

### Regista
- Jane by Charlotte  (2021) – documentario

### Doppiatrice
- La Merveilleuse Odyssée de l'idiot Toboggan, regia di Vincent Ravalec (2002)

## Discografia parziale

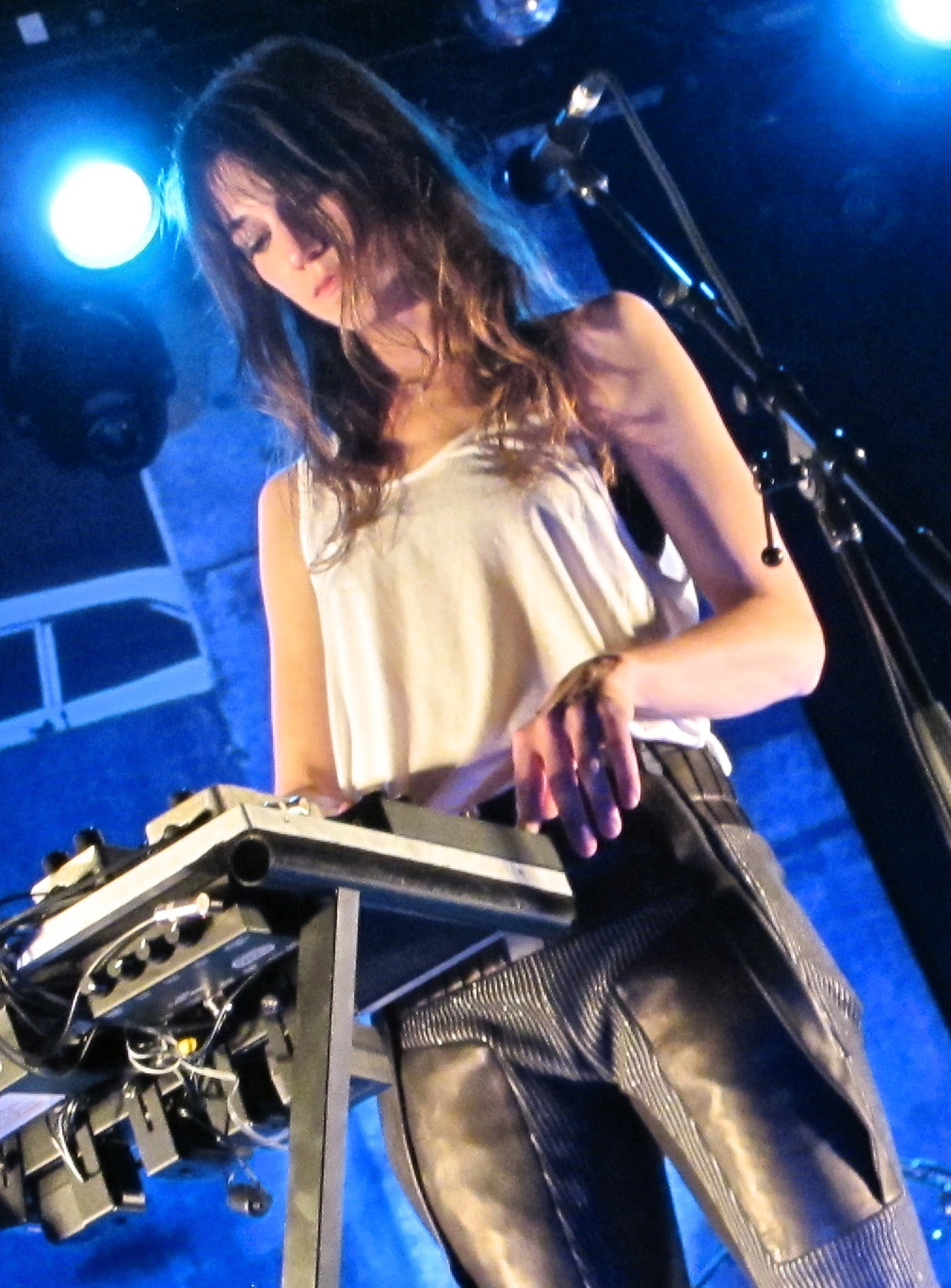
Charlotte Gainsbourg in concerto a New York nel 2010

### Album
- 1986 – Charlotte for Ever
- 2006 – 5:55
- 2009 – IRM
- 2011 – Stage Whisper
- 2017 – Rest

### Singoli
- 1984 – Lemon incest (con Serge Gainsbourg)

## Teatro
A teatro Charlotte Gainsbourg ha recitato nel 1994 nell'adattamento di Pierre Laville di Oleanna di David Manet.

## Riconoscimenti
- Premio Bodil
  - 2009 – Miglior attrice per Antichrist
  - 2012 – Candidatura alla miglior attrice non protagonista per Melancholia
- Festival di Cannes
  - 2009 – Prix d'interprétation féminine per Antichrist
- Premio César
  - 1986 – Miglior promessa femminile per L'Effrontée - Sarà perché ti amo?
  - 1989 – Candidatura alla miglior attrice per Love, etc.
  - 2000 – Miglior attrice non protagonista per Pranzo di Natale
  - 2007 – Candidatura alla miglior attrice per Prestami la tua mano
  - 2011 – Candidatura alla miglior attrice per L'albero
- Chlotrudis Society for Independent Film Awards
  - 2007 – Candidatura alla miglior attrice per L'arte del sogno
  - 2009 – Candidatura alla miglior attrice per Antichrist
- European Film Awards
  - 2009 – Candidatura alla miglior attrice per Antichrist
  - 2011 – Candidatura alla miglior attrice per Melancholia
- Premio Robert
  - 2010 – Candidatura alla miglior attrice protagonista per Antichrist
  - 2012 – Miglior attrice non protagonista per Melancholia
- Sant Jordi Award
  - 2009 – Miglior attrice straniera per Antichrist
- Saturn Award
  - 2012 – Candidatura alla miglior attrice non protagonista per Melancholia
- Scream Award
  - 2009 – Candidatura alla miglior attrice per Antichrist

## Critica
Su 19 dei suoi film sottoposti al giudizio della critica statunitense 12 hanno ricevuto critiche positive sul sito Rotten Tomatoes, che aggrega ed esprime i giudizi dei critici sui film in un indicatore sintetico percentuale. 10 dei suoi film hanno una votazione alta (non inferiore al 70%) e in particolare il film Il giardino di cemento del 1993, in cui Charlotte è protagonista, è riuscito a ottenere una rara votazione del 100%.

## Doppiatrici italiane
Nelle versioni in italiano delle opere in cui ha recitato, Charlotte Gainsbourg è stata doppiata da:
- Chiara Colizzi in Prestami la tua mano, Melancholia, Jane Eyre, Due volte lei, Tre cuori, L'incredibile vita di Norman, La promessa dell'alba, L'accusa, Sundown, Il caso Belle Steiner, Étoile
- Claudia Catani in L'albero, Nymphomaniac: volume I, Nymphomaniac: volume II, Dark Crimes, La trama fenicia
- Francesca Fiorentini in 21 grammi, L'arte del sogno, Chiami il mio agente!
- Valentina Carnelutti in Antichrist, Confessioni di un figlio del secolo, The Pale Blue Eye - I delitti di West Point
- Selvaggia Quattrini in Quella sera dorata, Ritorno alla vita, Alphonse
- Ilaria Stagni in Il sole anche di notte, L'Effrontée - Sarà perché ti amo?
- Sabine Cerullo in Independence Day: Rigenerazione, L'uomo di neve
- Laura Latini in Pranzo di Natale
- Claudia Pittelli in I miserabili
- Stella Musy in Io non sono qui
- Monica Bertolotti in Il giardino di cemento
- Gabriella Borri in Mia moglie è un'attrice
- Paola Della Pasqua in Samba
- Antonella Baldini in Kung-Fu Master
- Sonia Mazza in Passeggeri della notte